# Kulturvermittlung
Kulturvermittlung wird generell für Situationen angewendet, bei denen Menschen über Kulturen, die Künste oder auch wissenschaftliche und gesellschaftliche Phänomene und Erkenntnisse informiert werden, über sie in einen Austausch treten und auf sie reagieren – sei es sprechend oder mit anderen Ausdrucksformen. Es handelt sich um einen Sammelbegriff, der unterschiedliche Praktiken umfasst und sich in einem Prozess ständiger Neubesetzung befindet.
Kulturvermittlung folgt der etymologischen Bedeutung von Vermittlung im Sinne von «Mitte, in der Mitte befindlicher Teil», als das «zwischen zwei Dingen Befindliche». Kulturvermittlung bezieht sich auf die Rolle eines Mittlers zwischen Individuum, Kultur und Gesellschaft.
Kulturvermittlung wird in der Regel betrieben von
- Lehrenden an Schulen und Hochschulen,
- Kulturschaffenden und kulturvermittelnden Studiengängen
- Kulturpolitikern und Medien, und nicht zuletzt
- Eltern – im Sinne von Kultur- und Wertvermittlung.

Die Methoden und Techniken der Kunstvermittlung besitzen ein breites Spektrum, etwa der  Musik- und Theaterpädagogik oder der Museumspädagogik als institutionenübergreifende Prinzipien. Sie reicht von neuen Konzepten der Kulturpädagogik an Schulen, über kulturelle Interventionen in der Stadtentwicklung bis zum Eventmarketing.
Auch der Bildungsauftrag des öffentlich-rechtlichen Rundfunks beinhaltet die Vermittlung von Kunst und Kultur sowie die Förderung des Verständnisses für kulturelle Vorgänge.